# Freundschaft (Gruß)
Freundschaft ist unter Sozialisten, Sozialdemokraten und Kommunisten ein Gruß, der schon seit dem 19. oder Anfang des 20. Jahrhunderts besteht. Ähnlich wie „Glückauf“ wird „Freundschaft“ auch allgemein von Arbeitern verwendet.

## Vorkommen und Verwendung
Die Einwohner der Sowjetunion haben diesen Gruß anfangs auch auf Deutsch verwendet, bis zum Überfall auf die Sowjetunion (1941), von da an wurde er ins Russische übersetzt: Дружба Druschba.
Vor dem Anschluss Österreichs an das Deutsche Reich im Jahr 1938 begrüßten sich diejenigen mit dem „Freundschaft“-Gruß, die die Nationalsozialisten ablehnten und stattdessen auf einen Ruck nach links und eine Anlehnung des Bundeskanzlers Kurt Schuschnigg an die sozialdemokratische Arbeiterschaft hofften.
Es war auch der Gruß der FDJ in der DDR, mit dem man sich zu Beginn einer FDJ-Versammlung oder eines Fahnenappells begrüßte (beispielsweise durch den Versammlungsleiter mit „Ich begrüße euch mit dem Gruß der Freien Deutschen Jugend: Freundschaft!“ oder kurz „FDJler: Freundschaft!“, woraufhin kollektiv mit „Freundschaft“ geantwortet wurde).
Außerdem ist „Freundschaft!“ auch der Gruß der Sozialistischen Jugend Deutschlands – Die Falken.

## Rezensionen
- Das Theaterstück Freundschaft. Eine total politische Privatangelegenheit von Erwin Steinhauer, Rupert Henning und Florian Scheuba gewann 2004 den österreichischen Kleinkunstpreis und spielt auf die Verwendung in der österreichischen Sozialdemokratie an.
- Freundschaft! Die Freie Deutsche Jugend ist der Titel eines Dokumentarfilms (ARD/WDR/NDR/rbb) von Lutz Hachmeister und Mathias von der Heide über die Geschichte der FDJ, der 2009 mit dem Deutschen Fernsehpreis ausgezeichnet wurde.